# Eparchia tarska
Eparchia tarska – jedna z eparchii Rosyjskiego Kościoła Prawosławnego, z siedzibą w Tarze. Wchodzi w skład metropolii omskiej. 
Eparchia powstała na mocy decyzji Świętego Synodu Rosyjskiego Kościoła Prawosławnego z 7 czerwca 2012 poprzez wydzielenie z eparchii omskiej.

## Biskupi tarscy
- Sawwacjusz (Zagriebielny), 2012-2021[2]
- Piotr (Dmitrijew), 2021-2023[3][4]
- Wincenty (Brylejew), od 2023[4]